# 210
210. је била проста година.

## Догађаји
- Маније Ацилије Фаустин и Аул Тријарије Руфин су римски конзули
- 210-227 — Босфорски краљ Рескупор III. Придружује се Таврима.
- Борба је завршена формирањем три краљевства. Војсковође Цао Цао, Ли Беј и Сун Куан (Јиан) поделили су територију Кине међу собом.

## Рођења
- Публије Хереније Дексип, атински историчар из 3. века.
- Руан Ји, кинески песник.
- Квинт Фабије Клодије Агрипијан Целсин, политички и државник Римског царства.
- Сулпиција Дрјантила, жена римског узурпатора Регалијана.